# Dosukoi! Kenkyo ni Daitan / Ramen Daisuki Koizumi-san no Uta / Nen ni wa Nen (Nen'iri Ver.)
Dosukoi! Kenkyo ni Daitan / Ramen Daisuki Koizumi-san no Uta / Nen ni wa Nen (Nen'iri Ver.) (ドスコイ！ケンキョにダイタン / ラーメン大好き小泉さんの唄 / 念には念（念入りVer.） Dosukoi! Bajo pero Atrevido / La Canción de la Amante del Ramen Koizumi-san / Piensa antes de actuar (Version Elaborada.)?) es el sencillo debut oficial de Kobushi Factory. Salió el 2 de septiembre de 2015 en 6 ediciones: 3 regulares y 3 limitadas. "Ramen Daisuki Koizumi-san no Uta" es una cover de la canción de Sharam Q, y es el tema principal del drama Ramen Daisuki Koizumi-san.

## Lista de Canciones

### CD
- Dosukoi! Kenkyo ni Daitan
- Ramen Daisuki Koizumi-san no Uta
- Nen ni wa Nen (Nen'iri Ver.)
- Dosukoi! Kenkyo ni Daitan (Instrumental)
- Ramen Daisuki Koizumi-san no Uta (Instrumental)
- Nen ni wa Nen (Nen'iri Ver.) (Instrumental)

### DVD Edición Limitada A
- Dosukoi! Kenkyo ni Daitan (Vídeo Musical)

### DVD Edición Limitada B
- Ramen Daisuki Koizumi-san no Uta (Vídeo Musical)

### DVD Edición Limitada C
- Nen ni wa Nen (Nen'iri Ver.) (Vídeo Musical)

### Event V "Dosukoi! Kenkyo ni Daitan"
- Dosukoi! Kenkyo ni Daitan (Fujii Rio Solo Ver.)
- Dosukoi! Kenkyo ni Daitan (Hirose Ayaka Solo Ver.)
- Dosukoi! Kenkyo ni Daitan (Nomura Minami Solo Ver.)
- Dosukoi! Kenkyo ni Daitan (Ogawa Rena Solo Ver.)
- Dosukoi! Kenkyo ni Daitan (Hamaura Ayano Solo Ver.)
- Dosukoi! Kenkyo ni Daitan (Taguchi Natsumi Solo Ver.)
- Dosukoi! Kenkyo ni Daitan (Wada Sakurako Solo Ver.)
- Dosukoi! Kenkyo ni Daitan (Inoue Rei Solo Ver.)

### Event V "Ramen Daisuki Koizumi-san no Uta"
- Ramen Daisuki Koizumi-san no Uta (Fujii Rio Solo Ver.)
- Ramen Daisuki Koizumi-san no Uta (Hirose Ayaka Solo Ver.)
- Ramen Daisuki Koizumi-san no Uta (Nomura Minami Solo Ver.)
- Ramen Daisuki Koizumi-san no Uta (Ogawa Rena Solo Ver.)
- Ramen Daisuki Koizumi-san no Uta (Hamaura Ayano Solo Ver.)
- Ramen Daisuki Koizumi-san no Uta (Taguchi Natsumi Solo Ver.)
- Ramen Daisuki Koizumi-san no Uta (Wada Sakurako Solo Ver.)
- Ramen Daisuki Koizumi-san no Uta (Inoue Rei Solo Ver.)

### Event V "Nen ni wa Nen (Nen'iri Ver.)"
- Nen ni wa Nen (Nen'iri Ver.) (Fujii Rio Solo Ver.)
- Nen ni wa Nen (Nen'iri Ver.) (Hirose Ayaka Solo Ver.)
- Nen ni wa Nen (Nen'iri Ver.) (Nomura Minami Solo Ver.)
- Nen ni wa Nen (Nen'iri Ver.) (Ogawa Rena Solo Ver.)
- Nen ni wa Nen (Nen'iri Ver.) (Hamaura Ayano Solo Ver.)
- Nen ni wa Nen (Nen'iri Ver.) (Taguchi Natsumi Solo Ver.)
- Nen ni wa Nen (Nen'iri Ver.) (Wada Sakurako Solo Ver.)
- Nen ni wa Nen (Nen'iri Ver.) (Inoue Rei Solo Ver.)

## Miembros presentes
- Rio Fujii
- Ayaka Hirose
- Minami Nomura
- Rena Ogawa
- Ayano Hamaura
- Natsumi Taguchi
- Sakurako Wada
- Rei Inoue